# شاریال زیرین
شاریال زیرین (به انگلیسی: Kuz Sharyal) یک منطقه‌ی مسکونی در پاکستان است که در خیبر پختونخوا واقع شده‌است.